# Paradise City
Den här artikeln handlar om låten av Guns N' Roses. För staden i James Hadley Chases romaner, se Paradise City (fiktiv stad).
Paradise City är en sång med text och melodi av Axl Rose, Slash och Duff McKagan, inspelad av hårdrocksbandet Guns N' Roses till deras album Appetite for Destruction från 1987. Den 30 november 1988 utkom den på singel och nådde som bäst en fjärdeplats på Billboard Hot 100. Sången har tolkats olika; vissa säger att den handlar om heroin. 
Paradise City är en svängig rocklåt som pendlar mellan rock, hårdrock och något som liknar musikstilen thrash i slutet. Det enkla budskapet om att "Där gräset är grönt och flickorna är söta" vann rockfansens hjärta över hela världen.
Gitarristen Slash var den som kom på biten "Where the grass is green and the girls are pretty" men han tyckte det lät så töntigt att han nästa vända skrek: "Where the girls are fat and they got big titties!" Resten av bandet röstade dock ner det andra förslaget. Så det blev alltså "grass is green" varianten.

## Listplaceringar
| Lista (1988-1989) | Topplacering |
| ----------------- | ------------ |
| Australien        | 48           |
| Nederländerna     | 2            |
| Norge             | 4            |
| Nya Zeeland       | 14           |
| Schweiz           | 7            |
| Sverige           | 3            |

### Fotnoter
1. ↑  ”Listplacering”. http://australian-charts.com/showitem.asp?interpret=Guns+N%27+Roses&titel=Paradise+City&cat=s. Läst 31 maj 2011.
2. ↑  ”Listplacering”. http://dutchcharts.nl/showitem.asp?interpret=Guns+N%27+Roses&titel=Paradise+City&cat=s. Läst 31 maj 2011.
3. ↑  ”Listplacering”. http://norwegiancharts.com/showitem.asp?interpret=Guns+N%27+Roses&titel=Paradise+City&cat=s. Läst 31 maj 2011.
4. ↑  ”Listplacering”. Arkiverad från originalet den 5 oktober 2013. https://web.archive.org/web/20131005095839/http://charts.org.nz/showitem.asp?interpret=Guns+N%27+Roses&titel=Paradise+City&cat=s. Läst 31 maj 2011.
5. ↑  ”Listplacering”. http://hitparade.ch/showitem.asp?interpret=Guns+N%27+Roses&titel=Paradise+City&cat=s. Läst 31 maj 2011.
6. ↑  ”Listplacering”. http://swedishcharts.com/showitem.asp?interpret=Guns+N%27+Roses&titel=Paradise+City&cat=s. Läst 31 maj 2011.